# 小行星5460
小行星5460（英語：5460 Tsénaatʼaʼí）是一颗围绕太阳公转的小行星。1983年1月12日，B. A. Skiff在可可尼诺县发现了此天体。
这颗小行星的绝对星等为282.4522508043658等。